# John Ralston Saul
Pour les articles homonymes, voir Ralston et Saul.
Œuvres principales
John Ralston Saul, né le 19 juin 1947 à Ottawa, est un écrivain canadien. Il est président de PEN International de 2009 à 2015. Depuis 1999, il est marié avec Adrienne Clarkson.
En tant qu'essayiste, John Ralston Saul est particulièrement connu pour ses commentaires sur la nature de l'individualisme, de la citoyenneté et du bien public ; sur l'échec des sociétés dirigées par des managers ou plus précisément des technocrates ; sur la confusion entre le leadership et la gestion ; sur la stratégie militaire, plus particulièrement la guerre irrégulière ; sur le rôle de la liberté d'expression et de la culture ; et pour sa critique de l'argumentation économique contemporaine.

## Biographie
John Ralston Saul a étudié à l'Université McGill de Montréal et au King's College de Londres où il a écrit sur la modernisation de la France sous Charles de Gaulle et a obtenu son Ph.D en 1972. Après avoir collaboré à la mise en place de la compagnie pétrolière nationale, Pétro-Canada, comme adjoint de son premier président, il a publié son premier roman.
En 2009, il a été élu président international du PEN International. Il y a succédé à Jiří Gruša, un écrivain tchèque dissident. Son intérêt envers PEN s'est développé après avoir passé de longues périodes en Afrique du Nord et dans le sud-est asiatique dans les années 1980, où il a été témoin des obstacles à la liberté d'expression dont étaient victimes ses collègues écrivains aux mains des gouvernements.
Dans ces livres, il traite des thèmes comme la dictature d'une raison bousculée par d'autres qualités humaines, comment elle peut être utilisée à toutes sortes de fins, tout particulièrement dans un État sans direction qui récompense la poursuite du pouvoir pour le pouvoir lui-même. Il avance que cette situation mène à des déformations de la pensée comme le fait d'élever l'idéologie au rang de vérité.
Il parle aussi des structures rationnelles mais antidémocratiques du corporatisme, dans le sens qu'il lui donne  glorification des petits groupes, et de l'usage du langage et de l'expertise pour camoufler une compréhension pratique des dommages qui en découlent, et de ce que notre société pourrait faire d'autre. Son argument est que la montée de l'individualisme, sans respect pour le rôle de la société, n'a pas créé une autonomie et une détermination individuelle plus grandes, comme on l'avait espéré, mais plutôt l'isolement et l'aliénation. Il appelle à la poursuite d'un idéal plus humaniste où la raison entre en équilibre avec d'autres capacités mentales humaines comme le sens commun, l'éthique, l'intuition, la créativité et la mémoire, à la poursuite du bien commun ; il traite enfin de l'importance d'un langage libéré et d'une démocratie pratique.

### Réflexions d'un frère siamois
Il a développé plus avant ces thèmes dans leur application au Canada, à son histoire et à sa culture dans Réflexions d'un frère siamois, 1998, Édition Boréal. Dans ce livre, il a défini le Canada comme un pays mou, ne voulant pas dire par là que le pays est faible, mais qu'il possède une identité flexible et complexe, par rapport à l'identité intolérante ou monolithique d'autres États.
Il affirme que l'identité nationale complexe du Canada s'est formée à partir d'une réalité triangulaire des trois communautés qui le composent : les Amérindiens, les Francophones et les Anglophones. Il souligne la bonne volonté de ces communautés canadiennes quand il s'agit d'arriver à des compromis les uns avec les autres, plutôt que de choisir la confrontation ouverte. C'est ainsi qu'il critique également les membres du mouvement séparatiste de l'école de Montréal parce qu'ils exagèrent les conflits de l'histoire canadienne, et l'Ordre d'Orange et les Clear Grits que cherchent traditionnellement des définitions claires de la canadianité et de la loyauté.

### Vers l'équilibre
Vers l'équilibre, 2001, Édition Payot, est la conclusion de sa trilogie philosophique.
Il identifie six qualités comme communes à tous : le sens commun, l'éthique, l'imagination, l'intuition, la mémoire et la raison. Il évoque comment ces forces intérieures peuvent être utilisées pour arriver à un équilibre entre elles et ce qui arrive quand elles sont déstabilisées comme dans le cas de la dictature de la raison.

### Mort de la globalisation
Dans un article destiné au magazine Harper's et publié dans le numéro de mars 2004 sous le titre de The Collapse of Globalism and the Rebirth of Nationalism, John Ralston Saul affirme que l'idéologie globaliste faisait l'objet d'attaques par des contre-mouvements. C'est une argumentation qu'il a reprise et développée dans La Mort de la globalisation et la réinvention du monde (2005). Il avance que la globalisation, loin d'être une force inévitable, est déjà en voie de se diviser en fragments contradictoires et que les citoyens ont commencé à réaffirmer leurs intérêts nationaux de manière à la fois positive et destructrice. À la suite de l'effondrement économique qu'il avait prévu, une nouvelle version de La mort de la globalisation a été publiée en 2009 avec un nouvel épilogue qui traite de la crise actuelle.

### Mon pays métis
Mon pays métis (2008) est la deuxième œuvre d'importance de John Ralston Saul sur le Canada. Elle se divise en quatre parties.
1. Une civilisation métis
Cette partie reprend l'argument utilisé dans Réflexions d'un frère siamois au sujet de la réalité triangulaire du Canada. S'appuyant sur les œuvres de penseurs comme Harold Innis et Gerard Friesen. Il affirme que la vie historique du Canada a été profondément influencée par le dialogue et  les inter-mariages entre les Premières nations et les vagues successives de colons francophones et anglophones.
2. Paix, équité et bon gouvernement
Dans cette partie, l'auteur démontre qu'une mauvaise traduction du deuxième mot de la devise canadienne Paix, ordre et bon gouvernement a mené à la création d'un mythe. Soulignant qu'équité ou bien-être seraient des traductions bien plus justes de la Constitution de 1791. Il affirme que, malgré quelques exceptions remarquées, un esprit de justice a toujours été présent dans l'histoire du Canada.
3. Castrati
Cette partie reprend une critique plus générale de la part de John Ralston Saul au sujet des régimes technocratique et bureaucratique. Il montre aussi que même si les élites canadiennes actuelles sont d'une « dérangeante médiocrité », cela n'a pas toujours été le cas.
4. Un projet délibéré de civilisation
L'auteur utilise la dernière partie du livre pour un plaidoyer en faveur d'un retour à la compréhension du Canada en tant que réponse singulière à des circonstances historiques particulières.

## Conférencier
En plus d'avoir été choisi comme  Conférences Massey ("The Unconscious Civilization") en 1995, John Ralston Saul a fait de nombreuses autres interventions formelles.
Il a prononcé la Harold Innis Lecture de 1994, et le Guelph Lecture de 2009
En 2000, c'est lui qui a prononcé la première Conférence LaFontaine-Baldwin. Il a prononcé la J.D. Young Memorial Lecture, intitulée Une nouvelle ère de guerre irrégulière? au Collège militaire royal de Kingston, en Ontario, le 4 février 2004. Il a prononcé à Brisbane, en Australie, la conférence IDEAS de 2005, la 33e conférence commémorative annuelle Sir Winston Scott à la Barbade, et la conférence annuelle de la revue de droit de McGill à la faculté de droit de l'Université McGill, à Montréal, le 3 février 2009.

## Activités
John Ralston Saul est coprésident du nouvel Institut pour la citoyenneté canadienne. Il est le patron et l'ancien président du Centre canadien du PEN international. Il est aussi le fondateur et président d'honneur de Le français pour l'avenir, président du conseil aviseur de la série de conférences LaFontaine-Baldwin Symposium (en)  et un patron de PLAN (un organisme d'avant-garde lié aux personnes handicapées. Compagnon de l'Ordre du Canada (1999), il est aussi Chevalier de l'Ordre des Arts et des Lettres de France (1966. Ses 14 doctorats honorifiques ont été remis par des universités qui vont de l'Université McGill et l'Université du Québec à Montréal (UQAM) à l'Université Pédagogique d'État Herzen (The Herzen State Pedagogical University) de Saint-Pétersbourg, en Russie.
De 1999 à 2005, alors que son épouse, Adrienne Clarkson, est gouverneure générale du Canada, il joue le rôle de conjoint vice-royal et consacre une grande partie de son temps à des questions de liberté d'expression, de pauvreté, d'éducation publique et de bilinguisme.

## Œuvre

### Romans

#### Field Trilogy
- Baraka (1983) Publié en français sous le titre Baraka, traduit par Henri Robillot, Paris, Denoël, 1984 ; réédition sous le titre Baraka ou La vie, la gloire et le destin d'Anthony Smith, Paris, Rivages, Rivage poche no 142, 1995
- The Next Best Thing (1986) Publié en français sous le titre L'Ennemi du bien, traduit par Henri Robillot, Paris, Mazarine, 1986 ; réédition Paris, Gallimard, Folio  no 2355, 1992 ; réédition, Paris, Rivages, Rivage poche no 432, 2003
- The Paradise Eater (1988), ce roman remporte le Premio Letterario Internazionale en Italie.  Publié en français sous le titre Paradis blues, traduit par Henri Robillot, Paris, Payot, 1988 ; réédition Paris, Gallimard, Folio  no 2152, 1990 ; réédition, Paris, Rivages, Rivage poche no 338, 2001

#### Autres romans
- The Birds of Prey (1977), best-seller international Publié en français sous le titre Mort d'un général, Paris, Seuil, 1977 ; réédition, Paris, Le Livre de poche no 7434, 1980 ; réédition, Paris, Payot & Rivages, Petite bibliothèque Payot no 216, 1997
- Some God Americans (1994), un roman picaresque où l'auteur observe la vie des nouveaux riches américains de nos jours. Publié en français sous le titre De si bons Américains, traduit par Henri Robillot, Paris, Rivages, 1994 ; réédition Paris, Rivages, Rivage poche no 183, 1996
- Dark Diversions (2012)

### Essais
- Voltaire's Bastards: The Dictatorship of Reason in the West (1992) Publié en français sous le titre Les Bâtards de Voltaire : la dictature de la raison en Occident, traduit par Sabine Boulongne, Paris, édition Payot, 1993 ; réédition, Paris, Payot & Rivages, Petite bibliothèque Payot no 376, 2000
- The Doubter's Companion: A Dictionary of Aggressive Common Sense (1994) Publié en français sous le titre Le Compagnon du doute, traduit par Sabine Boulongne, Paris, éditions Payot & Rivages, 1996
- The Unconscious Civilization (1995), l'essai, issu des Conférences Massey prononcées en 1995, s'est méritée le prix du Gouverneur général pour les essais en 1996 Publié en français sous le titre La Civilisation inconsciente, traduit par Sylviane Lamoine, Paris, éditions Payot & Rivages, 1997
- Le Citoyen dans un cul-de-sac ? Anatomie d'une société en crise (1996)
- Reflections of a Siamese Twin: Canada at the End of the Twentieth Century (1997) Publié en français sous le titre Réflexions d'un frère siamois. Le Canada à l'aube du XXIe siècle, traduit par Charlotte Melançon, Montréal, Boréal, 1998
- On Equilibrium: Six Qualities of the New Humanism (2001) Publié en français sous le titre Vers l'équilibre, traduit par Jean-Luc Fidel, Paris, Payot, 2003 ; réédition, Paris, Payot & Rivages, Petite bibliothèque Payot no 628, 2007
- The John W. Holmes Memorial Lecture (2004)
- The Collapse of Globalism and the Reinvention of the World (2005) Publié en français sous le titre La Mort de la globalisation, traduit par Jean-Luc Fidel, Paris, Payot, 2006 ; réédition sous le titre Mort de la globalisation, Paris, Payot, Petite bibliothèque Payot no 648, 2007
- Joseph Howe and the Battle for Freedom of Speech (2006)
- A Fair Country: Telling Truths About Canada (2008) Publié en français sous le titre Mon pays métis. Quelques vérités sur le Canada, traduit par Rachel Martinez et Ève Renaud, Montréal, Boréal, 2008
- Louis-Hippolyte LaFontaine et Robert Baldwin (2010) Publié en français sous le titre Louis-Hippolyte LaFontaine et Robert Baldwin, traduit par Hélène Paré, Montréal, Boréal, 2011
- The Comeback (2014) Publié en français sous le titre Le Grand retour. Le réveil autochtone, traduit par Daniel Poliquin, Montréal, Boréal, 2015

## Honneurs
- 1990 - Premio Letterario Internazionale, Modène, Italie, pour Paradis Blues, publie en italien sous le titre II Paradiso spezzato
- 1996 - Prix du Gouverneur général pour La civilisation inconsciente
- 1996 - Chevalier de l'ordre des Arts et des Lettres
- 1998 - Le Gordon Montador Award pour Reflections of a Siamese Twin (donne au meilleur essai traitant des affaires publiques de 1997)
- 2004 - Membre de la Société royale du Canada
- 2004 - La Médaille d'honneur présidentielle internationale Pablo Neruda
- 2010 - Grand prix Manhae de la Corée du Sud pour la littérature
- Compagnon de l'Ordre du Canada
- Prix mondial de l'humanisme 2015 [1],[2]

## Archives
Il y a un fonds d'archives John Ralston Saul à Bibliothèque et Archives Canada.